# Финале Купа европских шампиона 1958.
Финале Купа европских шампиона 1958. је било треће финале овог такмичења. Одржано је 28. маја 1958. на стадиону Хејсел у Бриселу између браниоца титуле Реал Мадрида и Милана. Након 2:2 у регуларном току меча, одиграни су продужеци, где је Реал голом Франсиска Хента у 107. минуту дошао до треће титуле у низу.

## Претходни наступи у финалима
Реал Мадрид и Милан су се претходно сусрели у полуфиналу у сезони 1955/56, када их је Реал у две утакмице избацио укупним резултатом 5:4.
| Клуб        | Претходни наступи у финалима (подебљане године означавају победника те године) |
| ----------- | ------------------------------------------------------------------------------ |
| Реал Мадрид | 2 (1956, 1957)                                                                 |
| Милан       | Нема (најбољи пласман: полуфинале 1955/56.)                                    |

## Пут до финала
Лева страна резултата увек наводи Реал Мадрид, односно Милан, "A" означава да су Реал или Милан играли на гостујућем терену, док "H" означава домаћи терен. На пример 2-5 (А) у колони за Милан означава да је Милан у гостима изгубио са 2:5.
| Реал Мадрид     | Реал Мадрид     | Реал Мадрид | Реал Мадрид | Рунда            | Милан              | Милан                     | Милан       | Милан       |
| --------------- | --------------- | ----------- | ----------- | ---------------- | ------------------ | ------------------------- | ----------- | ----------- |
| Противник       | Укупни резултат | 1. утакмица | 2. утакмица |                  | Противник          | Укупни резултат.          | 1. утакмица | 2. утакмица |
| -               | -               | -           | -           | Квалификације    | Рапид Беч          | 6–6 (Трећа утакмица: 4–2) | 4–1 (H)     | 2–5 (A)     |
| Ројал Антверпен | 8–1             | 2–1 (A)     | 6–0 (H)     | Осмина финала    | Ренџерс            | 6–1                       | 4–1 (A)     | 2–0 (H)     |
| Севиља          | 10–2            | 8–0 (H)     | 2–2 (A)     | Четвртина финала | Борусија Дортмунд  | 5–2                       | 1–1 (A)     | 4–1 (H)     |
| Вашаш           | 4–2             | 4–0 (H)     | 0–2 (A)     | Полуфинале       | Манчестер јунајтед | 5–2                       | 1–2 (A)     | 4–0 (H)     |

## Детаљи са утакмице
| Реал Мадрид                             | 3–2 (п. с. н.) | Милан                     |
| --------------------------------------- | -------------- | ------------------------- |
| Ди Стефано 74’ · Ријал 79’ · Хенто 107’ | Извештај       | Скијафино 59’ · Грило 77’ |

| Реал Мадрид | Милан |

| GK           | 1  | Хуан Алонсо (c)          |
| RB           | 2  | Анхел Атијенза           |
| LB           | 3  | Рафаел Лесмес            |
| CM           | 4  | Хуан Сантистебан         |
| CB           | 5  | Хозе Сантамарија         |
| CM           | 6  | Хозе Марија Зарага       |
| RW           | 7  | Хозе Иглесијас Фернандез |
| RF           | 8  | Рајмон Копа              |
| CF           | 9  | Алфредо ди Стефано       |
| LF           | 10 | Ектор Ријал              |
| LW           | 11 | Франсиско Хенто          |
| Тренер:      |    |                          |
| Луис Карниља |    |                          |

| GK            | 1  | Нарћизо Солдан         |
| RB            | 2  | Алфио Фонтана          |
| LB            | 3  | Ерос Бералдо           |
| CM            | 4  | Марио Бергамаски       |
| CB            | 5  | Ћезаре Малдини         |
| CM            | 6  | Луиђи Радиће           |
| RW            | 7  | Ђанкарло Данова        |
| RM            | 8  | Нилс Лидхолм (c)       |
| LM            | 9  | Хуан Алберто Скијафино |
| CF            | 10 | Ернесто Грило          |
| LW            | 11 | Ернесто Кукјарони      |
| Тренер:       |    |                        |
| Ђузепе Вијани |    |                        |